# Lech (legendai alak)

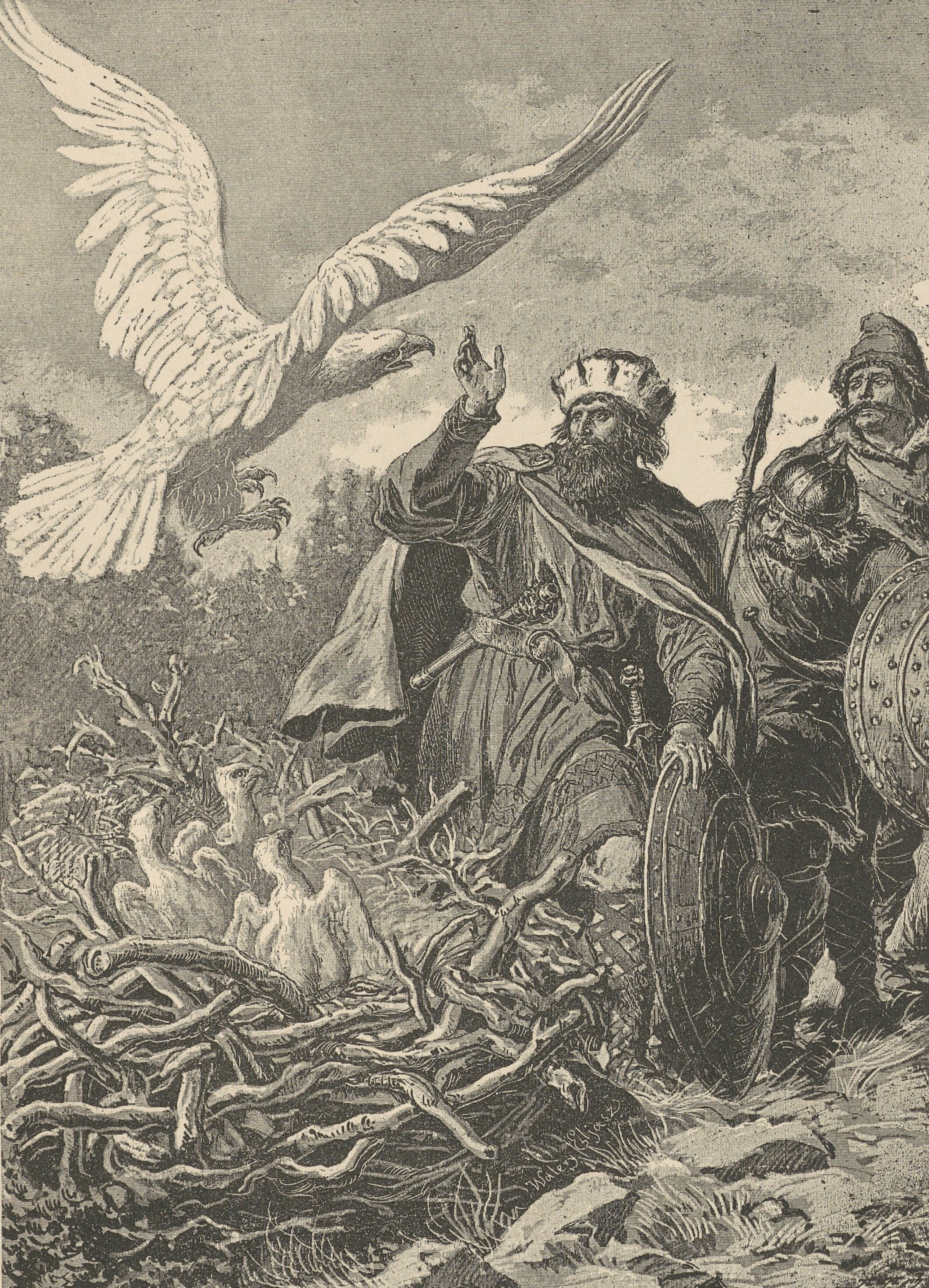
Lech és testvérei: Cseh és Rusz

Lech a lengyelek legendás őse, Lengyelország első fővárosának, Gnieznónak, valamint a lengyel államnak a megalapítója. Cseh és Rusz fivére. A hagyomány neki tulajdonítja az első főváros nevét és az állami címer megalkotását. Legendáját többek között a Nagy-Lengyelországi Krónikában jegyezték fel.